# Señorita maestra
Señorita Maestra es una serie de televisión infantil protagonizada por Cristina Lemercier, Jorge Barreiro, Patricia Castell y Rey Charol. El creador de la serie fue Abel Santa Cruz y la directora fue Marta Reguera. Se emitía el 4 de octubre de 1982 por ATC. La historia cuenta de un grupo de alumnos de sexto grado y su maestra Jacinta Pichimahuida, de la Escuela Nacional de Buenos Aires, situada en la Capital. En 1984 tuvo su versión en el Teatro Astros.

## Argumento
En el primer día de clases, la Señora Directora les presenta a la Señorita Jacinta Pichimahuida, quien estaría a cargo del salón. Jacinta es bastante buena, con mucha paciencia y comprensiva con sus alumnos. Los niños siempre dejaban basuras de golosinas en el piso de la escuela, lo que enojaba a Efraín, el portero, pero este siempre trataba a los alumnos como sus «blancas palomitas», ya que sentía ternura hacia ellos.
Algunos conflictos aparecen entre los alumnos, como Cirilo Tamayo que siempre quiso en secreto a la engreída, odiosa y rica Etelvina Baldasarre, pero esta lo rechaza por su pobre estado económico y el color de su piel. Carmen, Carola y Mercedes son las alumnas más traviesas del salón, pero también las más alegres. La Señorita Jacinta un día llamó la atención a Mercedes, ya que esta le hizo una broma muy pesada en el escritorio y con las evaluaciones. Clavelina era una de las alumnas más sentimentales y tímidas, que después llega a cometer varias travesuras junto a Carmen, otra niña del salón. Pero además, Clavelina tenía que soportar los malos tratos de su hermano Canuto. Un nuevo problema surge además con Carmen, quien es afectada por la separación de sus padres y Palmiro que está cansado de vivir con su padre quien lo golpeaba continuamente y es la razón por la que decide escapar a la salida de la escuela.
La historia narra la vida cotidiana de alumnos en la escuela primaria, los problemas que pueden enfrentar hacia sus compañeros y con cada uno de los miembros de su familia y en especial, la vida que marca una maestra enseñando a los demás. Así también, cuando la maestra Jacinta conoce al primer amor de su vida, lo que cambiaría su vida.

## Reparto principal

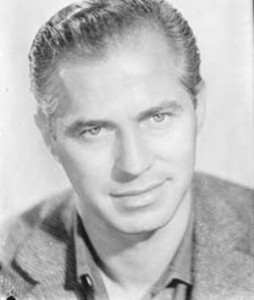
Jorge Barreiro interpretó al Doctor Baldasarre.

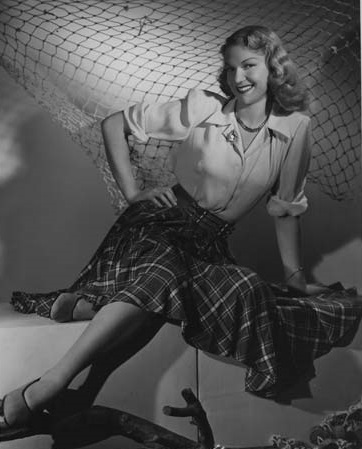
Patricia Castell interpretó a la Señora directora.

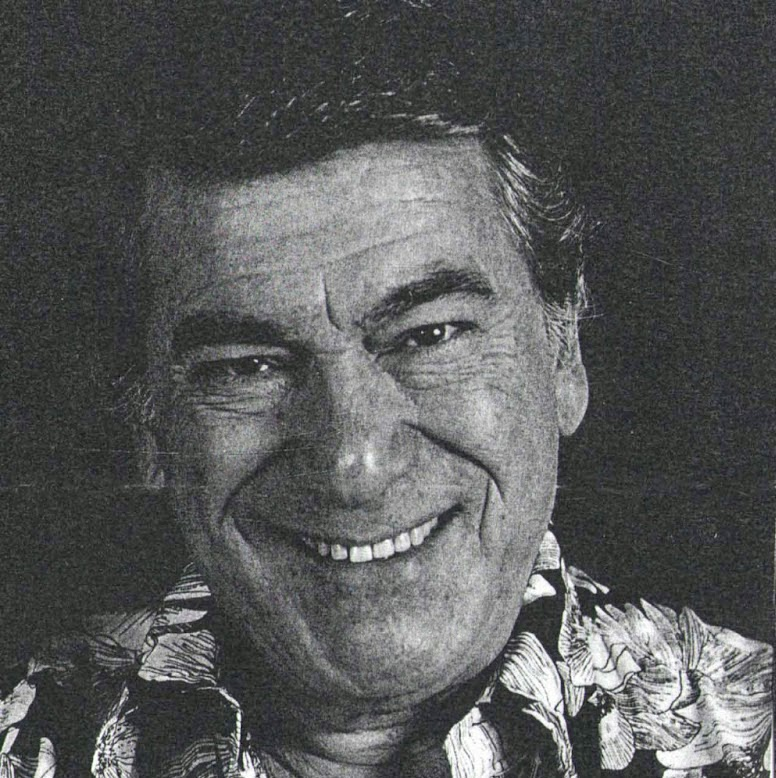
Romualdo Quiroga interpretó al padre de Palmiro Caballasca.

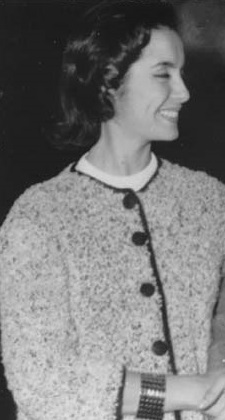
Patricia Shaw interpretó a Leonor, la secretaria.

- Cristina Lemercier como la Señorita Jacinta Pichimahuida.
- Jorge Barreiro como el Dr. Baldasarre.
- Patricia Castell como la Directora.
- Romualdo Quiroga como el padre de Palmiro Caballasca.
- Stella Maris Closas como Fermina Bianchetti.
- Rey Charol como el Sr. Juan Tamayo.
- Sonia de Rosa como Paula de Tamayo.
- María Danelli como Amanda de Baldasarre.
- Ricardo Castro Ríos como Alfredo Batallán.
- Patricia Shaw como Leonor, la secretaria.
- Héctor Fernández Rubio  como el portero Efraín.
- Nené Malbrán como Eloísa Caballasca.
- Paquita Muñoz como Elena de Ferreyra.
- Juan Carlos Lima como el padre de Cármen.
- Juana Karsh como la madre de Anselmi.
- Juan Carlos Puppo como el padre de Anselmi.
- Martha Roldán como la madre de Jacinta.
- Mario Echevarría como el profesor de música.

## Elenco infantil
- Omar Lefosse como Palmiro Caballasca.
- Gloria Carrá como Mercedes "Meche" Ferreyra.
- Fabián Marcelo Rodríguez como Cirilo Tamayo.
- Graciela Clusó como Carmen Caricati.
- Fernando Florentín como Pedro Anselmi.
- Teresa Galati como Carola Quiñones.
- Gabriel Canci como "Fito" Zabaleta.
- Laura Tuny como Etelvina Baldasarre.
- Julio Silva como Juan José Siracusa.
- Gloria Torres como Clavelina Carsio.
- Alejandro Jarak como Ulises "Quito" Strabucco.
- Andrea Rodríguez como "Bibi" Smith.
- Martín Ruíz como Adrián Salvatierra.
- Fabiana Villa como Azucena Flores.
- Daniel Grosso como "Pepino" Garello.
- Maria Fernanda Storino como Catalina Acosta.
- Marcelo Piraíno como Jorge Batallán.
- María Noel Miranda como Pía Ordóñez.
- Diego Martínez como "Juripuri".
- Fabiana Tuny como Ana.
- Gabriel González Abad como "Canuto" Carsio.
- Silvina Cordón como Gabriela "Gaby".

## La vida de los actores después de «Señorita Maestra»
Algunos actores de Señorita Maestra siguieron trabajando en la actuación:
- Omar Lefosse (el bonachón alumno Palmiro Cavallasca), actualmente tiene un kiosco en la Av. Segurola al 400 (en Buenos Aires); estudiaba teatro con Jorge Dorio.
- Héctor Fernández Rubio, que interpretaba el papel de Efraín, el portero de la escuela que inmortalizó la frase «blancas palomitas», busca empleo.
- Gloria Carrá (Meche, la alumna traviesa), es actriz y sigue actuando en telenovelas, películas y obras de teatro.
- En 1996, la actriz Cristina Lemercier (que hacía de la maestra Jacinta) perdió la vida de un disparo en la cabeza, en un confuso incidente con su exesposo, el político Raúl Ortega.
- Gabriel Canci, se radicó en la provincia de Mendoza, y trabaja junto a su hermano, en producciones artísticas locales (entre ellas, La Fiesta de la Vendimia).
- Graciela Clusó, continúa actuando con regularidad en el teatro off.
- Fernando Florentín, quien interpretó al sufrido Pedro Anselmi (es visitador médico), en la vida real se casó con Andrea Rodríguez, quien interpretaba a Bibi Smith. Tienen 2 hijas.
- Laura Tuny (la engreída alumna Etelvina en la serie Señorita Maestra), es cantante y compositora.
- Julio Silva (que interpretaba el papel del alumno «Siracusa») y Fabián Rodríguez (el morocho alumno «Cirilo Tamayo») integraron un grupo de cumbia romántica, llamado "Los Siracusa", y grabaron un CD. En 2004, ambos protagonizaron un robo en un maxikiosco del barrio de Palermo (en Buenos Aires), donde se tirotearon con un policía que casualmente estaba presente. Silva falleció y Rodríguez quedó preso (se lo condenó en agosto de 2011 a cuatro años de prisión).[1]

## Películas
Se realizó una sola película con los personajes de la serie de TV:
- Jacinta Pichimahuida se enamora (1977, protagonizada por María de los Ángeles Medrano).

## Adaptaciones
A raíz del éxito de la serie, su autor, Abel Santa Cruz, al igual que otras de sus historias vendió el guion a la empresa mexicana Televisa, donde se han realizado las siguientes versiones:
| Año       | País   | Cadena                  | Nombre            |                          |
| --------- | ------ | ----------------------- | ----------------- | ------------------------ |
| 1989-1990 | México | Las Estrellas           | Carrusel          |                          |
| 1992      | México | Las Estrellas y Foro TV | Carrusel          | Carrusel de las Américas |
| 2002      | México | Las Estrellas           | ¡Vivan los niños! |                          |
| 2012      | Brasil | SBT                     | Carrossel         |                          |